# Нара-Нараяна

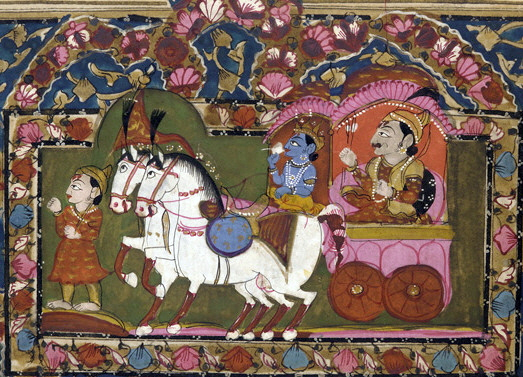
Кришна и Арджуна на поле битвы Курукшетра. Картина XVIII—XIX веков. Freer Sackler Gallery

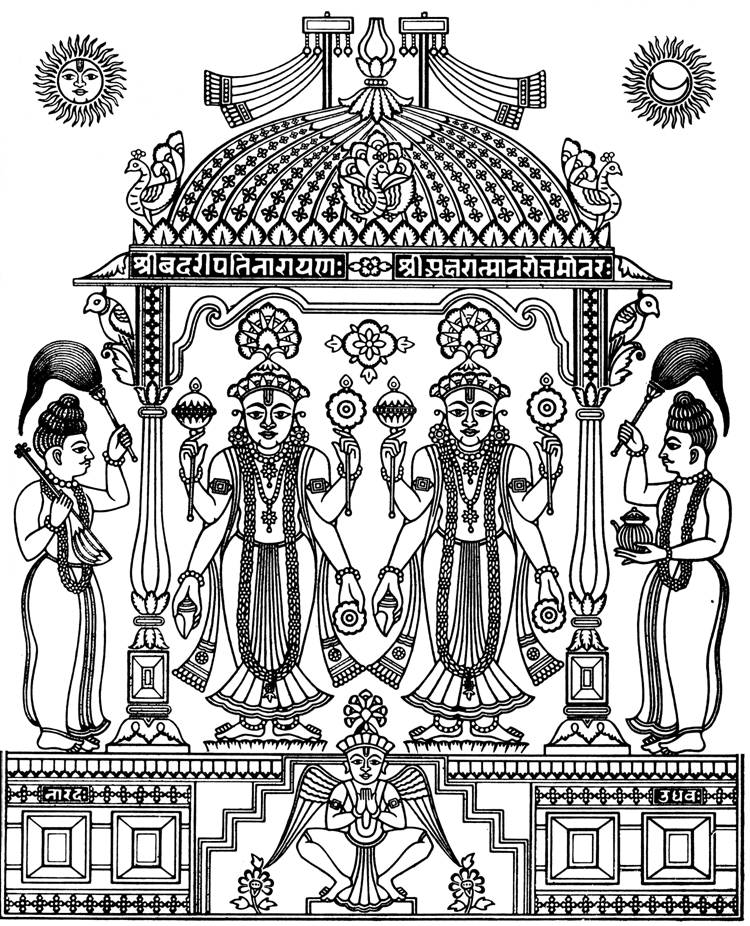
Нараяна (слева) с Нарой. В данном случае, Нара и Нараяна изображены совершенно идентичными друг другу. Каждый из них держит четыре атрибута Нараяны: булаву, диск, раковину и цветок лотоса.

На́ра-Нара́яна (санскр. नर-नारायण; IAST: nara-nārāyaṇa) — божество в индуизме, двуединое воплощение Вишну в образе двух риши-близнецов, чьей миссией является защита дхармы и благочестия.
Имя «Нара-Нараяна» состоит из двух санскритских слов, нара и нараяна. Нара означает «человек», а Нараяна — это одна из ипостасей Бога в индуизме. Нара является олицетворением человеческой души как вечного спутника Нараяны. В «Махабхарате», «Харивамше» и Пуранах, они описываются как великие мудрецы и пятая аватара Вишну. В «Махабхарате», об Арджуне и Кришне говорится как о Нара-Нараяне, а согласно «Бхагавата-пуране» они соответственно являются воплощением Нары и Нараяны.
Нара-Нараяна риши родились в святом месте паломничества Бадринатхе, в семье сына Брахмы Дхармы и дочери Дакши по имени Мурти. Явившись в образе Нара-Нараяны, Вишну пожелал дать людям истинное знание, научить их религиозным принципам и показать, как развить в себе отрешённость, обрести духовную силу, научиться владеть своими чувствами и избавиться от ложного эго. Согласно традиции индуизма, Нара-Нараяна риши с момента своего рождения и по настоящее время живут в Бадринатхе, предаваясь там суровой аскезе для духовного блага всего человечества. Говорится, что они обладают невиданными духовными совершенствами и будут совершать аскезу в Бадринатхе до самого конца нынешней исторической эпохи Кали-юги.
Другой целью нисхождения Вишну на землю в образе Нара-Нараяны было наказание демонов. Описывается, что Нара-Нараяна одержал победу над демоном по имени Сахасракавача («с тысячью доспехов»).
В «Бхагавата-пуране» описывается история о том, как от Нара-Нараяна риши родилась апсара Урваши. Долгая медитация и суровые аскезы, проводимые мудрецами, обеспокоили девов, которые опасались, что таким образом Нара-Нараяна скоро получат божественные силы и станут равными им по могуществу. Намереваясь прервать их медитацию, пробудив в их сердце вожделение, царь девов Индра подослал к мудрецам двух прекраснейших апсар с небесных планет. При виде небесных куртизанок, Нараяна сорвал цветок, положил его себе на бедро и с помощью своего мистического могущества превратил его в прекрасную апсару Урваши. Своей красотой она полностью затмила двух апсар, подосланных Индрой. В великом стыде апсары вернулись в небесную обитель Индры. Вместе с ними в подарок Индре Нараяна отправил и Урваши, которая стала самой главной апсарой при дворе правителя небесных планет.
В «Бхагавата-пуране» (3.4.22) говорится, что в Бадринатхе, «Верховный Господь, воплотившийся в образе мудрецов Нары и Нараяны, с незапамятных времён совершает великие аскезы на благо всех дорогих Его сердцу живых существ». Бадринатх, обитель Нара-Нараяны, расположен в Гималаях и является святым местом для всех индусов. Тысячи благочестивых паломников приходят туда, чтобы выразить почтение Нара-Нараяне. В «Бхагавата-пуране» описывается, что уже пять тысяч лет назад это место считалось очень древним и такие святые люди, как Уддхава, совершали туда паломничество.
Согласно традиции индуизма, на земле есть четыре основных дхамы, называемых Чар-дхам. Они считаются неотличными от планет духовного мира Вайкунтх. Это Бадринатх, Рамешварам, Пури и Дварака. Множество индуистов и по сей день посещают эти святые места, желая достичь совершенства на пути духовного самоосознания.

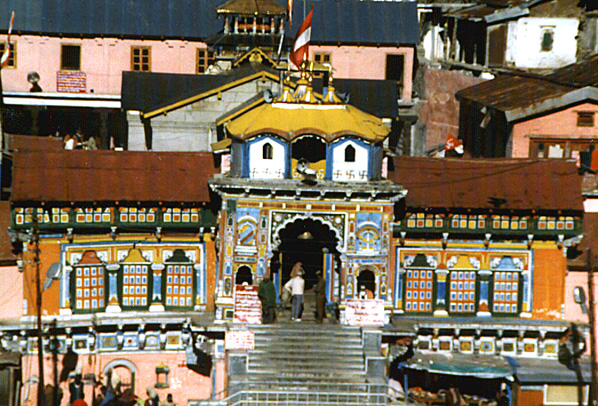
Храм Бадринатха

В храме Бадринатха, с правой стороны от каменного мурти Бадри-вишалы (Бадри-Нараяны), расположены божества Нары-Нараяны. Также, над Бадринатхом возвышаются горные пики Нара и Нараяна.
Нара-Нараяна риши были широко известны в период составления «Махабхараты». Во вступительной части нескольких сканд эпоса, им отдаются почтительные поклоны. В Вана-парве (12. 46, 47), Кришна говорит Арджуне, «О непобедимый, ты — Нара, а Я Хари Нараяна и мы вместе, мудрецы Нара-Нараяна, пришли в этот мир в надлежащее время..» В той же парве, глава 30 (текст 1); Шива говорит Арджуне «В твоём предыдущем рождении ты был Нарой, а Нараяна был твоим спутником. Вместе вы совершали великие аскезы в Бадринатхе».
В вайшнавском Движении Сваминараян, Нару и Нараяну называют Нара-Нараяна Дева и отождествляют с Арджуной и Кришной. Основатель традиции Сахаджананда Свами говорит об этом в тексте 110 своего труда «Шикша-патри». Нара-Нараяна Дева обитает в Бадринатхе и является высшим управляющим судеб всех живых существ. Последователи Движения Сваминараян считают, что Нара-Нараяна Дева явился в Нараян-гхате на берегу реки Сабармати в Ахмадабаде. Сахаджананда Свами основал на этом месте храм, Шри Сваминараян-мандире в Ахмадабаде, и установил в нём божества Нара-Нараяны. Последователи Движения также верят в то, что сам Сахаджананда Свами был аватарой Нараяны.
В Трета-юге, Нара и Нараяна воплотились на Земле в обликах Рамы и Лакшманы и были неразлучны.
В индуистском искусстве, Нара обычно изображается в двурукой форме, опоясанный оленьей шкурой, а Нараяна — справа от него в своей обычной четырёхрукой форме.